# Yokihi
Yokihi (楊貴妃 en el seu títol original en japonès) és una pel·lícula de l'any 1955 dirigida per Kenji Mizoguchi i protagonitzada per Machiko Kyô i Masayuki Mori.

## Argument
La Xina, al segle viii. L'emperador Xuanzong de Tang (Masayuki Mori) està trist per la mort de l'emperadriu Yang Guifei (Machiko Kyô), a qui estimava molt. Mentre a la ciutat de Xangai uns homes conspiren per a enderrocar la dinastia Tang, l'emperador desatén els assumptes d'estat. Dolgut i amargat, alleuja el seu dolor amb la composició musical. Amb la complicitat d'una poderosa abadessa, el cobdiciós general An Lu Shan (Sô Yamamura) li portarà a palau una noia, de sorprenent semblança física amb la difunta emperadriu. L'emperador quedarà corprès de la bellesa de Yokihi, creient retrobar-hi la seua estimada muller.

## Context històric i artístic
Yokihi és, possiblement, el més bell i trist conte d'amor de tota la història del cinema. La trastornadora malenconia de l'emperador Xuanzong va inspirar llegendes i poemes, base per a la primera pel·lícula en color -un groguenc i vermellós Daieicolor- de Kenji Mizoguchi. És aquest un hipnòtic i sensual relat sobre la recerca de la felicitat, l'enyor i els deliris de l'amor. Anticipant-se a Alfred Hitchcock (Vertigen (D'entre els morts), 1958) i François Truffaut (L'habitació verda, 1978), Mizoguchi s'atansa amb bon gust i estètica magistral al tema de la necrofília romàntica: el de l'emperador és un amor obsessiu i malaltís per una amant morta, una dona als seus ulls única i irreemplaçable, a la qual l'inconsolable enamorat (encegat pel desig de recuperar-la) creurà retrobar en una altra dona físicament semblant. Aquesta darrera és una atractiva, sensual i ambiciosa cortesana, que caracteritza en pantalla Machiko Kyô. L'actriu, que havia estat descoberta per Akira Kurosawa a Rashōmon (1950), intervindria en algunes de les millors pel·lícules de Mizoguchi i seria posteriorment sol·licitada per Hollywood, formant parella amb Marlon Brando en The Teahouse of the August Moon (Daniel Mann, 1956).
Narrada amb un savi ús de l'el·lipsi i molt de talent en conferir una bellesa gairebé pictòrica a les visualitzacions, Mizoguchi signaria, una vegada més, un film de gran qualitat artística i d'extraordinària força expressiva. Obra mestra del cinema romàntic i d'insinuacions sobrenaturals, Yokihi seria merescudament guardonada en una de les edicions del Festival Internacional de Cinema de Venècia. Malalt de leucèmia, Mizoguchi va morir dos anys després de roda aquesta pel·lícula.

## Frases cèlebres
| « | "Yang Guifei, Yang Guifei..., on ets, estimada? On ets, estimada?... Contesta'm. La vellesa no em permet fruir dels plaers terrenals, però el teu record perviu en mi. Estimada Yang Guifei, parlem, contesta'm... On ets, amor meu?" (L'emperador Xuanzong de Tang interpretat per Masayuki Mori) | » |

## Curiositats
- Aquesta va ésser l'única pel·lícula en llengua estrangera distribuïda als Estats Units per Buena Vista Distribution (propietat de The Walt Disney Company).[2]
- Machiko Kyô fou doblada en l'escena de la banyera per una stripper, ja que es considerava impensable que es despullés per a la pel·lícula.[2]
- Aquesta fou la primera coproducció entre el Japó i Hong Kong.[2]

## Premis
- 1955: Festival Internacional de Cinema de Venècia (nominada a la Millor Pel·lícula)[3]